# ريكي فان شيلتون
ريكي فـان شيلتون (بالإنجليزية: Ricky Van Shelton)‏ هو كاتب أغاني ومغني أمريكي، ولد في 12 يناير 1952 في دانفيل في الولايات المتحدة.

## وصلات خارجية
- الموقع الرسمي
- ريكي فـان شيلتون على موقع IMDb (الإنجليزية)
- ريكي فـان شيلتون على موقع ميوزك برينز (الإنجليزية)
- ريكي فـان شيلتون على موقع إن إن دي بي (الإنجليزية)
- ريكي فـان شيلتون على موقع أول ميوزيك (الإنجليزية)
- ريكي فـان شيلتون على موقع ديسكوغز (الإنجليزية)